# جبل بيكر (نيو يورك)

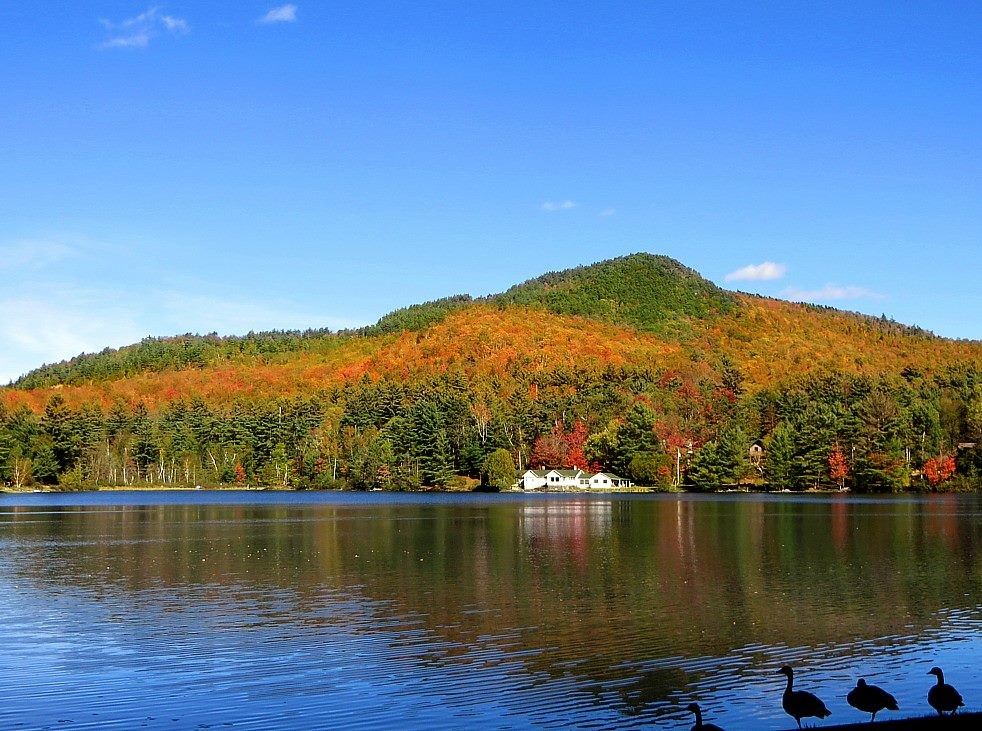
جبل بيكر يرتفع فوق مودي بوند ، بحيرة ساراناك ، نيويورك

جبل بيكر، هو جبل يبلغ ارتفاعه (2454) قدمًا في مقاطعة إسيكس بنيويورك شرق بحيرة ساراناك. وهي جزء من المنطقة البرية الجبلية ماكنزي. و يبلغ طول الممر المؤدي إلى القمة حوالي 0.9 ميل؛ الارتفاع جزء من «ساراناك سكسر». مودي بوند تقع عند سفحها.
إنه واحد من ثلاثة جبال صغيرة تحيط ببحيرة ساراناك والجبال الأخرى هي جبل بيسجاه وأيضا جبل ديوي.
لقد اندلعت حرائق في غابات كبيرة في بيكر في عام 1903 وعام 1908.
لقد تم إجراء أول صعود مسجل في جبل بيكر على الزلاجات بواسطة إدوين آر ستونكر في تاريخ 11 مارس عام 1916. 
في عصر الحظر، الجبل. كان نادي بيكر حانة غير شرعيه عند سفح الجبل.